# Tengoku Daimakyō
Tengoku Daimakyō (天国大魔境?), también conocida como Heavenly Delusion, es una serie japonesa de manga escrita e ilustrada por Masakazu Ishiguro. Ha sido serializada en la revista de manga seinen Gekkan Afternoon de Kodansha desde enero de 2018. Una adaptación de la serie al anime de Production I.G se estrenó el 1 de abril de 2023.
La historia se divide en dos historias: una involucra a los personajes Maru y Kiruko mientras viajan a través de un mundo postapocalíptico, mientras que otra historia se centra en un grupo de niños que viven en una escuela. La serie se inspiró en un manga que Ishiguro leyó en la universidad con la intención de diferenciarlo de su trabajo anterior, Soredemo Machi wa Mawatteiru, y retratar una dinámica adecuada entre los dos protagonistas, así como el mal que enfrentan.
El manga ha sido recibido positivamente, elogiando su sentido de misterio y las relaciones entre los personajes. La adaptación al anime ha recibido una respuesta similar por su enfoque en las relaciones y cuestiones de género. 

## Argumento
En el mundo exterior, han pasado 15 años desde que un desastre sin precedentes destruyó por completo la civilización moderna. Un grupo de niños vive en una instalación aislada del mundo exterior. Un día, uno de ellos, una chica llamada Tokio, recibe un mensaje que dice "¿Quieres salir del exterior?" Mimihime, otra chica que vive en las mismas instalaciones, tiene una predicción y le dice a Tokio que dos personas vendrán desde afuera a salvarla, una de las cuales tiene la misma cara que ella, mientras que la directora de la escuela le dice que el mundo exterior es el infierno. Mientras tanto, un chico llamado Maru, que se parece a Tokio, viaja por este Japón devastado con una chica llamada Kiruko, en busca del Edén.

## Personajes

### Principales
Maru (マル?)
 Seiyū: Gen Satō, José Luis Piedra (español latino)
Un chico de 15 años que viaja junto a Kiruko. Es experto en artes marciales.
Kiruko (キルコ?) / Haruki (春希?)
Una joven de entre 18 y 20 años que viaja con Maru. Está buscando tanto al médico que la operó como a un amigo que conocía.
- Kiruko Takehaya (竹早 桐子 Takehaya Kiriko?)
-  Seiyū: Sayaka Senbongi, María García (español latino)

Es la hermana mayor de Haruki y vive en el orfanato Funayama. Ella es conductora de karts en Asakusa, Tokio.
- Haruki Takehaya (竹早 春希 Takehaya Haruki?)

 Seiyū: Mariya Ise
Haruki es mecánico de la liga de carreras de karts de Asakusa. Vive con su hermana Kiriko en el orfanato Funayama.

### Academia Takahara
Tokio (トキオ?)
 Seiyū: Hibiku Yamamura, María José Guerrero (español latino)
Una joven que vive dentro de los muros de una Academia aislada del mundo exterior. Tiene una apariencia similar a Maru.
Kona (コナ?)
 Seiyū: Toshiyuki Toyonaga, Max Durán (español latino)
Kona es uno de los estudiantes que viven en la Academia Takahara. Dibuja un arte misterioso en su cuaderno de bocetos, que parece predecir el futuro.
Mimihime (ミミヒメ?)
 Seiyū: Misato Fukuen, Erika Langarica (español latino)
Mimihime es una niña de 14 años y es una de las estudiantes que vive en la Academia Takahara. Ella guarda sus propias opiniones y pensamientos en secreto y puede ver cosas que otros no pueden ver. A menudo tiene visiones sobre el futuro, aunque nunca sabe cuándo están a punto de suceder..
Shiro (シロ?)
 Seiyū: Shunsuke Takeuchi, José Ángel Torres (español latino)
Un chico observador y conocedor de la tecnología que parece sentirse atraído por Mimihime.
Kuku (クク?)
 Seiyū: Tomoyo Kurosawa, Susana Moreno (español latino)
La más pequeña de los estudiantes, es muy ágil y curiosa.
Taka (タカ?)
 Seiyū: Yūki Shin, Aidan Vallejo (español latino)
Taka es uno de los niños estudiantes que vive en la Academia. Es curioso y tiene una extraordinaria habilidad atlética.
Anzu (アンズ?)
 Seiyū: Misato Matsuoka, Cassandra Valtier (español latino)
Anzu es una de las niñas que viven en la Academia, es parte de los estudiantes de segundo año. Es buena bailarina y se enamora de Taka. A ella también le gusta nadar.
Tarao (タラオ?)
 Seiyū: Kei Shindō
Un niño cercano a Tokio que padece una enfermedad debilitante.
Iwa (イワ?)
 Seiyū: Satomi Kobashi
Una joven que se siente atraída por su compañera de clase Nanaki. A menudo se les ve besándose.
Nanaki (ナナキ?)
 Seiyū: Ayano Shibuya
Una joven que se siente atraída por su compañera de clase Iwa. A menudo se les ve besándose.
Asura (アスラ?)
 Seiyū: Mamiko Noto
Una de las niñas de la Academia, de apariencia inquietante y con capacidades curativas y telequinéticas, que era cercana a Kona cuando eran más pequeños.
Ohma (オーマ Ōma?)
 Seiyū: Hina Kino
Una joven tímida que vive en la Academia. No socializa con otros niños en la academia debido a sus poderes inquietantes que la obligan a usar gafas de sol donde quiera que vaya.
Nata (ナタ?)
 Seiyū: Riho Sugiyama
Una de las niñas nuevas de la Academia, que se ve envuelta en el plan de los adultos.
Shino Kaminaka (上仲 詩乃 Kaminaka Shino?)
 Seiyū: Masako Isobe
Shino la directora de la Academia Takahara.
Mina (ミーナ?)
 Seiyū: Aya Hisakawa
Mina es la inteligencia artificial que dirige la instalación.
Yuuko Aoshima (青島 裕子 Aoshima Yūko?)
 Seiyū: Atsumi Tanezaki
Una enfermera e intérprete en la instalación que es ascendida a subdirectora.
Sawatari (猿渡?)
 Seiyū: Tadashi Mutou
Es uno de los médicos que trabajan en la instalación.

### El exterior
Robin Inazaki (稲崎 露敏 Inazaki Robin?)
 Seiyū: Kazuya Nakai, Alan Bravo (español latino)
Amigo de la infancia de Kiruko y una especie de mentor que desapareció hace años.
Totori (トトリ?)
 Seiyū: Misato Matsuoka
Totori es una joven que trabaja con bandidos para atrapar y robar a las personas.
Mizuhashi (水橋?)
 Seiyū: Seiko Tamura
Mizuhashi es la líder del culto Liviumen, que está descontento porque la tecnología reemplaza su cuerpo, supuestamente en nombre de experimentos con humanos.
Kuwata (桑田?)
 Seiyū: Yutaka Aoyama
Kuwata es la mano derecha de Mizuhashi.
Juichi (ジューイチ Jūichi?)
 Seiyū: Shunsuke Sakuya
Un carroñero y estafador con un pasado oscuro que se encuentra con Maru y Kiruko durante sus viajes

## Producción

### Desarrollo

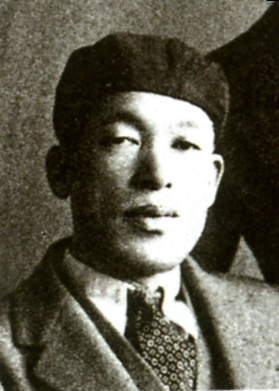
Yumeno Kyūsaku fue una influencia importante para el trabajo de Ishiguro en el manga.

Después de dejar la revista de manga Young King OURs debido a un bloqueo del escritor, Masakazu Ishiguro comenzó a dibujar Tengoku Daimakyō con similitudes involuntarias con su obra favorita, Akira, como el escenario postapocalíptico y la dinámica de Maru y Kiruko. Ishiguro pretende escribir "el mal" correctamente con su manga en contraste con su trabajo anterior, Soredemo Machi wa Mawatteiru. En este caso, los seres humanos que ya no se sienten personas reales. Tengoku Daimakyō es un mundo colapsado, por lo que las construcciones sociales como las leyes y los grupos de derechos ya no funcionan. Dado que el objetivo es hacer que Tengoku Daimakyō sea diferente de sus trabajos anteriores, Ishiguro espera ganar una nueva audiencia. Una vez que se les ocurrieron bocetos de personajes jóvenes adecuados para el grupo demográfico shōnen, los miembros editoriales de Afternoon le ofrecieron a Ishiguro volver a escribir para su revista seinen.
Ishiguro ideó el manga cuando era estudiante universitario. La historia está basada en la historia de una carrera en un circuito, donde la Tierra es destruida en mitad de la carrera, y el personaje principal está a punto de morir. Para el título, quiso utilizar juegos de palabras para crear ambigüedad. Dado que aparecerá el carácter "cielo", usa "cielo", pero también quería usar "dai" en el medio y luego añadió "infierno". El arte se volvió más detallado, sobre todo la expresión facial de Kiruko. Una vez llegado a su final, Ishiguro planea hacer explícito el título o no. El concepto original surgió en 2013 como arte conceptual para la portada de la revista Monthly Comic Ryū.
Ishiguro pensó en el manga durante años. Como le gustaba caminar, a menudo fantaseaba con un mundo destruido por una catástrofe y se inspiró en un anime donde el personaje principal deambulaba solo, como Chirico de Armored Trooper VOTOMS. Le gustó la idea de un héroe viajando solo con una armadura de combate por el desierto, lo que inspiró a los protagonistas. En la etapa inicial, planeó representar un mundo que se parecería más a un desierto. Cuando salió el primer volumen, la empresa Minami Kamakura Film Commission brindó un video de promoción, y trascendió que previamente habían lanzado un video con música de Kenshi Yonezu, con la misma imagen: Miku con una chaqueta contra el desierto. Decidió cambiar la trama y volvió a un entorno más urbano, aunque era complicado dibujar fondos con gran cantidad de edificios. El concepto de la academia siguió el modelo de la novela Dogra Magra de Yumeno Kyusaku. La longitud original del manga se amplió debido a que Ishiguro encontró el final débil. En el proceso de trabajo en la serie, Ishiguro a veces tiene que reescribir completamente los paneles o corregir un guion escrito incorrectamente para convertirlo en la mejor versión.
La dinámica fraternal del dúo formado por Maru y Miruko se basó en la vida personal de Ishiguro. Se inspiró en un evento en el que notó a una persona que estaba interesada en su hermana. Otro aspecto de la dinámica de los protagonistas se inspiró en las películas de amigos. El diseño de Maru se inspiró en Kon Senpai. JoJolion de la octava parte de JoJo's Bizarre Adventure, fue otra influencia para la obra. Al principio, Maru siente algo por Kiruko sin saber que su guardaespaldas es un hombre dentro del cuerpo de una chica. Ishiguro calificó esta premisa como "ciencia ficción transexual", en alusión a la posibilidad de que Maru todavía ame a Kiruko a pesar de saber la verdad.
En contraste con Soredemo Machi wa Mawatteiru, Tengoku Daimakyō emplea un tono más oscuro, más específicamente los delirios que tienen los niños. Una de las niñas, Tokio, vive en una instalación misteriosa. Le gustan las pinturas de fantasía dibujadas por su amigo Kona y las colecciona. Kona puede imaginar cosas que nunca antes había visto. Se superpone con la declaración de Ishiguro de que está generando delirios. Al final del primer volumen, se han establecido muchos de los hilos argumentales, pero para mantener el tema de misterio, algunos eventos se presagian directamente.

### Temática
Cuando comenzó a escribir la serie, Ishiguro sintió cierto malestar por lo que estaba pasando en Japón. Parecía ser alrededor de 2017-2018 cuando Japón buscaba fallas en su gobierno en el período previo a los Juegos Olímpicos de Tokio 2020. Experimentó un déjà vu por el escándalo de la comida vacía de Año Nuevo. En esa época hubo terremotos y tsunamis que despojaron a la gente de todos sus hábitos. Sintiendo una siniestra similitud entre esa época y el presente, quiso transmitir la sensación de amenaza que la sociedad sentía cada vez más. El credo de la serie es ser cautelosos, o de lo contrario pueden encontrarse con algo realmente terrible. El personaje de Totori también fue escrito para demostrar que las personas que fácilmente pueden ser vistas como villanos son importantes para los demás, lo que la entristece al saber la muerte del líder de la pandilla.
Ishiguro no recuerda exactamente cuando surgió la idea de que el cuerpo de una niña contenía el cerebro de su hermano menor, pero fue una serie de consideraciones acertadas a partir de las cuales entendió que esa es la historia que quería contar. Siempre se ha inspirado en las historias de hermanos y hermanas, por lo que quiso crear su propia historia sobre un hermano y una hermana intercambiando lugares, donde el hermano cuida a la hermana. Rechazó las coincidencias relacionadas con la magia y quiso crear un mundo más realista y exacto para mostrar lo que ocurre durante un trasplante de cerebro. También estaba en contra de la idea de que un hombre se convirtiera en mujer, lo que generaba bromas pervertidas sobre el escote y la falta de pene. En cambio, con Kiruko, quería que el escenario fuera más realista. Otro tema involucra cómo cambiarían las relaciones si cambiara el sexo de alguien. A menudo escribe situaciones metafóricas en las que el ciclo menstrual de Kiruko es causado por el choque con los labios de Maru al despertar de una alucinación por el ataque de Hiruko. Kiruko a representa una gradación de la sexualidad espiritual. La escuela se describe como una especie de experimento mental en un mundo donde los elementos sexuales están abolidos. Los Hiruko en general se basaron tanto en enfermedades como en organismos del período Cámbrico.

### Adaptación
El director Hirotaka Mori estaba preocupado por si sería capaz de manejarlo o no. Sin embargo, conocía desde hacía tiempo al productor de animación Masashi Ohira desde que empezó a dirigir, quien lo motivó a trabajar en ello. Sintió que iba a pasar un buen rato. Por mucho que se hayan elevado las expectativas, Mori se sintió más fuerte en cuanto a que tenía que hacer un producto adecuado y cumplir con las expectativas de todos. Se sintió particularmente atraído por la premisa de las dos historias y cómo cambiaría en el futuro. El escritor Makoto Fukami había leído anteriormente Soredemo Machi wa Mawatteiru, lo que le hizo interesarse en Tengoku Daimakyō. La oferta para hacer el anime ocurrió antes de que se lanzara el cuarto volumen, por lo que el personal tenía dudas sobre cómo terminarlo. La narrativa de los primeros capítulos fue recortada para contar una historia más directa. Fukami notó que las constantes bromas entre Kiruko y Maru eran importantes para la trama, por lo que evitaron recortarlas.
Para Mori, las partes más desafiantes son las escenas de acción. Cree que se vería mejor con sonido y movimiento, y es por eso que cree que hacerlo en animación tiene importancia, lo que le llevó a esforzarse más en ello. Además, como el manga es en blanco y negro, fue consciente de agregar color al mundo en el que viven, como el paisaje de ruinas y la escuela, para que pareciera más atractivo. En cuanto a Maru, él cree que es muy puro y aún no sabe nada. Mori lo encuentra atractivo por la forma en que no se frota de manera extraña y es brillante. El director tuvo la impresión de que Maru conoce a Kiruko en un lugar donde no conoce su propio pasado y poco a poco gana en ego. Por otro lado, Kiruko se encuentra en una situación complicada con Maru y tiene un pasado que es demasiado pesado para que ella pueda manejarlo sola. Como resultado, disfruta de los dos y piensa que es una relación mutuamente complementaria. Tokio es vista como un personaje puro adolescente. Ella tiene un tipo de pureza diferente a la de Maru, y él tiene la impresión de que Maru ha logrado mantener su inocencia a pesar de que ha pasado por muchas dificultades, pero Tokio ha vivido sin estar expuesta a presiones externas. Mori cree que es un personaje que simboliza el interés y disgusto por varias cosas que nacen en la adolescencia.
Mori cree que el trabajo original ya contiene el mensaje que Ishiguro quiere transmitir, por lo que el lado de producción no agrega nada más como plus, pero este trabajo realmente tiene muchos elementos, como desastres, tecnología, etc. También piensa que sería bueno que los espectadores pudieran elegir qué recoger entre los elementos dispersos y cómo disfrutarlo, y siente que es una obra que tiene el seno para poder hacer ese aumento. Es por eso que Mori cree que es su responsabilidad al hacer anime transmitirlo adecuadamente de una manera que no lo distorsione demasiado. Las pistas se extraen del primer episodio, por lo que Mori se alegra si el público pudiera verlo desde varias perspectivas, como sentir curiosidad por el misterio o gustarle la visión del mundo de Maru y Kiruko viajando a través de las ruinas. En cuanto a producción, la producción del primer episodio fue la más difícil. Es una parte introductoria, por lo que los animadores querían que a la audiencia le gustara la visión del mundo y los personajes, y que miraran con ansias el futuro.
Gen Satō, el actor de voz de Maru, descubrió que si bien Maru expresa varias emociones, no se sabe mucho sobre él, por lo que le resultó difícil expresar el personaje, mientras que Hibiku Yamamura, la actriz de voz de Tokio, la considera un personaje delicado, lo que hacía difícil abordarla adecuadamente. En cuanto a la adaptación al anime, el director y la producción tuvieron que pensar en la estructura general, por lo que Ishiguro tuvo que contarles la historia hasta el final. Debido a esto, pidió al departamento editorial que nombrara un editor separado, específicamente para el anime. La primera temporada estaba destinada a adaptar los primeros seis volúmenes del manga.

## Contenido de la obra

### Manga
Tengoku Daimakyo está escrito e ilustrado por Masakazu Ishiguro. Se ha serializado en la revista de manga seinen de Kodansha Gekkan Afternoon desde el 25 de enero de 2018. Kodansha ha recopilado sus capítulos en doce volúmenes tankōbon. El primer volumen se publicó el 23 de julio de 2018. Un video promocional dirigido por Tasuku Watanabe para el primer volumen fue lanzado el 23 de julio de 2018.
En América del Norte, la serie tiene licencia para su lanzamiento en inglés por Denpa. El primer volumen se publicó el 31 de diciembre de 2019. En España la serie es publicada por Norma Editorial.

#### Lista de volúmenes
| Volúmenes de manga publicados | Volúmenes de manga publicados | Volúmenes de manga publicados | Volúmenes de manga publicados | Volúmenes de manga publicados |
| Número                        | Fecha de lanzamiento          | ISBN                          | Fecha de lanzamiento          | ISBN                          |
| ----------------------------- | ----------------------------- | ----------------------------- | ----------------------------- | ----------------------------- |
| 1                             | 23 de julio de 2018           | ISBN 978-4-06-511976-1        | 9 de julio de 2021            | ISBN 978-84-679-4639-0        |
| 2                             | 22 de marzo de 2019           | ISBN 978-4-06-514744-3        | 3 de septiembre de 2021       | ISBN 978-84-679-4640-6        |
| 3                             | 23 de octubre de 2019         | ISBN 978-4-06-517266-7        | 10 de diciembre de 2021       | ISBN 978-84-679-4822-6        |
| 4                             | 22 de mayo de 2020            | ISBN 978-4-06-519470-6        | 4 de febrero de 2022          | ISBN 978-84-679-4943-8        |
| 5                             | 23 de diciembre de 2020       | ISBN 978-4-06-521725-2        | 27 de mayo de 2022            | ISBN 978-84-679-4944-5        |
| 6                             | 21 de julio de 2021           | ISBN 978-4-06-524049-6        | 26 de agosto de 2022          | ISBN 978-84-679-4945-2        |
| 7                             | 23 de marzo de 2022           | ISBN 978-4-06-527299-2        | 8 de diciembre de 2022        | ISBN 978-84-679-5976-5        |
| 8                             | 22 de noviembre de 2022       | ISBN 978-4-06-529589-2        | 7 de julio de 2023            | ISBN 978-84-679-6235-2        |
| 9                             | 22 de junio de 2023           | ISBN 978-4-06-531944-4        | 5 de julio de 2024            | ISBN 978-84-679-7047-0        |
| 10                            | 22 de febrero de 2024         | ISBN 978-4-06-534205-3        | 17 de enero de 2025           | ISBN 978-84-679-7048-7        |
| 11                            | 22 de octubre de 2024         | ISBN 978-4-06-537054-4        | —                             | —                             |
| 12                            | 23 de julio de 2025           | ISBN 978-4-06-540046-3        | —                             | —                             |

### Anime
El 18 de octubre de 2022 se anunció una adaptación de la serie al anime. Esta producida por Production I.G, dirigida por Hirotaka Mori, con guiones escritos por Makoto Fukami, diseños de personajes a cargo de Utsushita de Minakata Laboratory y música compuesta por Kensuke Ushio. Se estrenó el 1 de abril de 2023 en Tokyo MX y otros canales. El tema de apertura es «Innocent Arrogance», interpretado por BiSH, mientras que el tema de cierre es «Daremo Karemo Dokomo Nanimo Shiranai» (誰も彼も何処も何も知らない?), interpretado por ASOBI. Disney Platform Distribution obtuvo la licencia de la serie en todo el mundo.

### Otros medios
Se lanzó una guía oficial el 22 de noviembre de 2022. Incluye información detallada sobre el escenario, la historia y los personajes de la serie y una entrevista con Ishiguro.

## Recepción

### Manga
A diciembre de 2018, el manga tenía más de 130.000 copias en circulación.
Tengoku Daimakyō ocupó el primer lugar en el ranking de 2019 Kono Manga ga Sugoi de Takarajimasha! de las 20 mejores series de manga para lectores masculinos. En diciembre de 2019, la revista Brutus incluyó a Tengoku Daimakyō en su lista de "Manga más peligrosos", que incluía trabajos con los temas más "estimulantes" y que invitan a la reflexión. Tengoku Daimakyō fue una de las obras recomendadas por el jurado en el 24.º y 25.º Festival de Artes de Medios de Japón en 2021 y 2022, respectivamente. El manga recibió el Premio Daruma francés a la categoría de Mejor Guion en los Japan Expo Awards de 2023.

#### Recepción de la crítica
Al revisar el primer volumen, Anime News Network elogió la narrativa de Tengoku Daimakyō por su enfoque en la atractiva relación de Kiruko y Maru y los diseños de personajes de Ishiguro. Además, sintieron que si bien el volumen explora los misterios detrás de Kiruko, todavía había demasiados misterios que la trama exploraría en el futuro. El sitio web francés Manga News encontró cautivadora la premisa por los misterios que muestra. Sigue en Serie también comentó sobre los misterios de la serie, lo que motivaría a los lectores a pasar rápidamente a los siguientes volúmenes para comprender mejor la trama a través de las dos historias paralelas. En el tercer volumen, Manga News notó que los eventos de ambas historias han estado conectados especialmente desde el punto de vista de Tokio, mientras que el viaje del dúo fue más cómico que trágico en contraste como resultado de cómo Ishiguro escribe los capítulos. Todavía sentían que ambas tramas ofrecen misterios interesantes cuyas conexiones no se revelan tan fácilmente. La revista Brutus incluyó a Tengoku Daimakyō en su lista de "Manga Más Peligroso", que incluía obras con los temas más "estimulantes" y que invitan a la reflexión.
El autor de Vinland Saga, Makoto Yukimura, expresó interés en los temas de Tengoku Daimakyō debido a la idea de un cielo, así como a cómo Ishiguro cuenta dos historias al mismo tiempo que están conectadas a medida que continúa la narrativa.

### Anime

#### Recepción de la crítica
El primer episodio obtuvo una respuesta positiva por parte de Anime News Network debido a la premisa distópica y la cantidad de personajes, mientras que se lo compara con Blame!, y la animación producida para diseños humanos y de monstruos. Se dieron cuenta de que la serie parece centrarse en gran medida en el género, no en la "experiencia de los hombres trans" de Kiruko, sino más bien como un medio para interrogar y jugar con constructos rígidos de género en un sentido más generalizado. El género nos afecta a todos, en todo el espectro de identidad y presentación, por lo que es importante pensar en el género de manera crítica y flexible. Además, elogiaron la relación entre Maru y Kiruko por lo cariñosos que son el uno con el otro y señaló que el incestuoso ángulo del flashback "podría ser simplemente sensacionalismo por el simple hecho de serlo, pero no me importa ese toque adicional de tabú cuando la imagen completa es tan interesante". Anime Feminist disfrutó el manejo de la animación, así como la dinámica entre los dos protagonistas, con Maru luciendo sospechosamente similar a otra persona que aparece en la historia paralela. Sin embargo, mencionaron la cantidad de violencia de género cuando la gente intenta atacar a Maru y Kiruko. Con la eventual revelación de que Kiruko es un joven al que le trasplantaron el cerebro al cuerpo de su hermana, el sitio web se mostró optimista sobre el manejo del dúo principal; porque Maru sigue pareciendo agradable cuando le confiesa sus sentimientos a Kiruko y no suena homofóbico en respuesta al giro. Sin embargo, estaban preocupados por las repercusiones que este giro tiene con respecto a los sentimientos de Kiruko, ya que sus primeras escenas del primer episodio ahora la hacían parecer incestuosa. Comic Book Resources también notó las normas de género de la serie debido a lo "compleja" que encontraron la relación de Maru y Kiruko, ya que Maru todavía parece conservar su afecto hacia Kiruko a pesar de saber que ella es en realidad un hombre, mientras que Kiruko fue comparada con un personaje transgénero que está tratando de aceptar la idea de tener un cuerpo femenino.
Antes del lanzamiento de la serie, Polygon declaró que a pesar de la ausencia de creadores talentosos en el personal de producción, aparte del estudio y el compositor Kensuke Ushio, notaron que la serie parece intrigante y la animación es impresionante. Clarin y MeriStation compararon el anime con el videojuego The Last of Us por el escenario postapocalíptico que ofrece con el dúo principal explorando áreas como sus dos protagonistas, Ellie y Joel. NME disfrutó del misterio y la falta de exposiciones, comparando positivamente la premisa con The Leftovers y Station Eleven. IGN elogió tanto la animación como la dinámica de los protagonistas como las mejores partes del anime. The Philippine Star elogió la serie por centrarse en la disforia de género a través de la relación entre Maru y Kiruko sin provocar queerbaiting a audiencias similares a "switcheroos" como Ranma ½ y Sailor Moon.
Mientras daba voz al personaje de Kiruko, Sayaka Senbongi estaba emocionada de darle voz ya que conocía el manga antes de ser elegida y le gustaba el personaje. Ishiguro elogió el trabajo de Senbongi en el quinto episodio al expresar el colapso mental de Kiruko, habiendo interferido con el guion para agregar nuevas líneas al anime. Además, Ishiguro cree que Production I.G hizo que Kiruko fuera más atractivo sexualmente que su propia versión. La escena donde Totori intenta seducir a Maru también llamó la atención de Ishiguro ya que la encontró más erótica que en el manga. Además, Ishiguro afirmó que lloró al ver el episodio 8, para su sorpresa, ya que originalmente lo escribió él mismo.

#### Reconocimientos
En los Anime Trending Awards Primavera de 2023, Tengoku Daimakyō ganó el premio general "Anime Awards Primavera 2023". Con este premio, la serie se hizo merecedora de ser nominada a Anime del Año. Ishiguro se mostró contento con este premio, considerándose un fanático de la adaptación al anime creada por Production I.G. También ganó los premios Género Primavera 2023 por "Anime Sobrenatural del Año" y "Anime de Misterio o Psicológico del Año". En la décima edición de los Anime Trending Awards, Tengoku Daimakyō ganó el premio Anime del Año, Lo Mejor en Dirección de Episodios y Guion Gráfico, Lo Mejor en Paisajes y Efectos Visuales, Anime de Misterio o Psicológico del Año y Anime Sobrenatural del Año. En la 8.ª edición de los Crunchyroll Anime Awards de 2024, la serie fue nominada a Mejor Serie Nueva, Mejor Drama, Mejor Director (Hirotaka Mori), Mejor Cinematografía (Kentaro Waki) y Mejor Secuencia de Apertura ("Innocent Arrogance" de BiSH).

#### Premios y nominaciones
| Año  | Premios                              | Categoría                                          | Destinatario/a               | Resultado  | Refs.         |
| ---- | ------------------------------------ | -------------------------------------------------- | ---------------------------- | ---------- | ------------- |
| 2023 | 13.ª Edición Newtype Anime Awards    | Mejor Trabajo (TV)                                 | Tengoku Daimakyō             | 10.ª plaza | [ 83 ]        |
| 2023 | 13.ª Edición Newtype Anime Awards    | Mejor Director                                     | Hirotaka Mori                | 6.ª plaza  | [ 83 ]        |
| 2023 | 13.ª Edición Newtype Anime Awards    | Mejor Guion                                        | Makoto Fukami                | 2.ª plaza  | [ 83 ]        |
| 2023 | 13.ª Edición Newtype Anime Awards    | Mejor Estudio                                      | Production I.G               | Ganador    | [ 83 ]        |
| 2024 | 8.ª Edición Crunchyroll Anime Awards | Mejor Serie Nueva                                  | Tengoku Daimakyō             | Nominado   | [ 82 ]        |
| 2024 | 8.ª Edición Crunchyroll Anime Awards | Mejor Drama                                        | Tengoku Daimakyō             | Nominado   | [ 82 ]        |
| 2024 | 8.ª Edición Crunchyroll Anime Awards | Mejor Director                                     | Hirotaka Mori                | Nominado   | [ 82 ]        |
| 2024 | 8.ª Edición Crunchyroll Anime Awards | Mejor Cinematografía                               | Kentaro Waki                 | Nominado   | [ 82 ]        |
| 2024 | 8.ª Edición Crunchyroll Anime Awards | Mejor Secuencia de Apertura                        | "Innocent Arrogance" de BiSH | Nominado   | [ 82 ]        |
| 2024 | 10.ª Edición Anime Trending Awards   | Anime del Año                                      | Tengoku Daimakyō             | Ganador    | [ 80 ] [ 81 ] |
| 2024 | 10.ª Edición Anime Trending Awards   | Lo Mejor en Guion Adaptado                         | Makoto Fukami                | Nominado   | [ 80 ] [ 81 ] |
| 2024 | 10.ª Edición Anime Trending Awards   | Lo Mejor en Animación                              | Tengoku Daimakyō             | Nominado   | [ 80 ] [ 81 ] |
| 2024 | 10.ª Edición Anime Trending Awards   | Lo Mejor en Dirección de Episodios y Guion Gráfico | Episodio 8: "Sus decisiones" | Ganador    | [ 80 ] [ 81 ] |
| 2024 | 10.ª Edición Anime Trending Awards   | Lo Mejor en Paisajes y Efectos Visuales            | Tengoku Daimakyō             | Ganador    | [ 80 ] [ 81 ] |
| 2024 | 10.ª Edición Anime Trending Awards   | Tema de Apertura del Año                           | "Innocent Arrogance" de BiSH | Nominado   | [ 80 ] [ 81 ] |
| 2024 | 10.ª Edición Anime Trending Awards   | Anime de Acción o Aventuras del Año                | Tengoku Daimakyō             | Nominado   | [ 80 ] [ 81 ] |
| 2024 | 10.ª Edición Anime Trending Awards   | Anime de Misterio o Psicológico del Año            | Tengoku Daimakyō             | Ganador    | [ 80 ] [ 81 ] |
| 2024 | 10.ª Edición Anime Trending Awards   | Anime de Ciencia Ficción o Mecha del Año           | Tengoku Daimakyō             | Nominado   | [ 80 ] [ 81 ] |
| 2024 | 10.ª Edición Anime Trending Awards   | Anime Sobrenatural del Año                         | Tengoku Daimakyō             | Ganador    | [ 80 ] [ 81 ] |